# La Brûlatte
 La Brûlatte  es una población y comuna francesa, en la región de Países del Loira, departamento de Mayenne, en el distrito de Laval y cantón de Loiron.

## Demografía
| 405 | 373 | 437 | 595 | 622 | 607 | 658 | 685 | 700 | 700 | 682 | 675 |
| Para los censos de 1962 a 1999 la población legal corresponde a la población sin duplicidades (Fuente: INSEE [Consultar]) |     |     |     |     |     |     |     |     |     |     |     |